# French Championships 1965
Turniej tenisowy French Championships, dziś znany jako wielkoszlemowy French Open, rozegrano w 1965 roku w dniach 17 - 29 maja, na kortach im. Rolanda Garrosa w Paryżu.

## Zwycięzcy

### Gra pojedyncza mężczyzn
Fred Stolle -  Tony Roche 3–6, 6–0, 6–2, 6–3

### Gra pojedyncza kobiet
Lesley Turner Bowrey -  Margaret Smith 6–3, 6–4